# Anna Kendrick
Anna Cooke Kendrick (sinh ngày 9 tháng 8 năm 1985) là một diễn viên điện ảnh người Mỹ. Cô bắt đầu sự nghiệp từ một diễn viên nhí với vai Dinah Lord trong vở nhạc kịch High Society tại Sân khấu kịch Broadway năm 1998, cô đã được đề cử cho Giải Tony Award for Best Featured Actress in a Musical. Trong năm 2009 cô đã đạt được mức độ nổi tiếng toàn cầu với vai Natalie Keener trong bộ phim Up in the Air, cô đã nhận được đề cử cho Giải BAFTA, Giải Quả cầu vàng, Giải SAG, và Giải Oscar cho nữ diễn viên phụ xuất sắc nhất. Kendrick có người anh là nam diễn viên Michael Cooke Kendrick, từng đóng phim Looking for an Echo (2000).
Cô còn được biết đến với các vai Beca Mitchell trong phim Pitch Perfect (2012) và hai phần tiếp theo của nó là Pitch Perfect 2 (2015) và Pitch Perfect 3 (2017). Cô còn đóng vai Jessica Stanley trong loạt phim Twilight Saga (2008–11), Stacey Pilgrim trong Scott Pilgrim vs. the World (2010), Cinderella trong phim Into The Woods (2014), Cathy trong bộ phim chuyển thể từ nhạc kịch The Last Five Years (2015) của Jason Robert Brown. Các vai diễn khác của cô là ở phim Camp (2003), phim Rocket Science (2007) và nhạc kịch High Society tại Broadway.

## Sự nghiệp
Ngay từ khi lên 10 tuổi, Kendrick đã được cha mẹ cho đi xe bus với người anh từ Portland, Maine, tới thành phố New York để được tham gia cuộc diễn thử. Lần xuất hiện đầu tiên của cô là vai Dinah trong vở nhạc kịch High Society tại Broadway tháng 8 năm 1998, khi cô mới 12 tuổi, vai diễn đã mang lại cho cô các đề cử cho Giải kịch nghệ thế giới, Giải Drama Desk, và Giải Tony, trong đó cô là diễn viên trẻ thứ ba được đề cử cho Giải Tony sau Frankie Michaels (10 tuổi) và Daisy Eagan (11 tuổi), và tất cả đều đoạt giải. Sau đó cô diễn xuất trong nhiều vở kịch, trong đó có nhạc kịch A Little Night Music, rồi bắt đầu đóng phim ca nhạc đầu tiên Camp (2003), trong đó cô được đề cử Giải Chlotrudis 2004 cho nữ diễn viên phụ xuất sắc nhất và giải Tinh thần độc lập cho diễn xuất lần đầu xuất sắc nhất ở vai nhân vật Fritzi Wagner.
Năm 2007 cô đóng phim thứ hai, Rocket Science, trong đó cô thủ vai Ginny Ryerson, người tranh luận nhanh nhạy ở trường cao trung và cô được đề cử Giải Tinh thần độc lập cho nữ diễn viên phụ xuất sắc nhất. Cuối năm 2007, cô tham gia cuộc diễn thử vai Jessica Stanley trong phim Twilight (2008) chuyển thể từ quyển đầu của tiểu thuyết cùng tên của Stephenie Meyer. Nhà viết kịch bản Melissa Rosenberg nói là các nhân vật Jessica Stanley và Lauren Mallory trong tiểu thuyết hợp lại tạo thành vai diễn này. Kendrick tái diễn vai Jessica trong phần phim tiếp theo trong seri phim Twilight là phim New Moon. Kinh nghiệm ca hát trên sân khấu đã cho Kendrick cơ hội diễn xuất trong phim The Marc Pease Experience (2009), diễn chung với Jason Schwartzman và Ben Stiller.

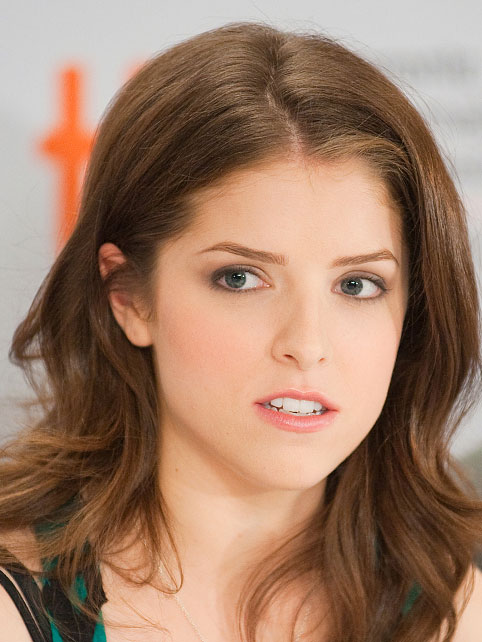
Kendrick tại Liên hoan phim quốc tế Toronto 2009

Năm 2009 cô đóng vai chính phim ‘’Elsewhere’’, và vai phụ trong phim Up in the Air của đạo diễn Jason Reitman, dựa trên tiểu thuyết cùng tên của Walter Kirn, chung với George Clooney và Vera Farmiga. Vai diễn này mang lại cho cô các đề cử cho Giải NBRMP cho nữ diễn viên phụ xuất sắc nhất, Giải Quả cầu vàng cho nữ diễn viên phụ xuất sắc nhất, Giải SAG cho nữ diễn viên phụ xuất sắc nhất và Giải Oscar cho nữ diễn viên phụ xuất sắc nhất. Cô cũng tham gia đóng phim Scott Pilgrim vs. the World của Edgar Wright, chuyển thể từ tiểu thuyết Scott Pilgrim. với vai Stacey Pilgrim, em gái của nhân vật chính.
Năm 2010, cô xuất hiện trong MV Ca nhạc "Pow Pow" của LCD Soundsystem. Trong tháng 10 năm 2010, cô đã tham dự Top Glamour Awards 2010 tại México, cô đã nhận được Giải nữ diễn viên quốc tế xuất sắc nhất.

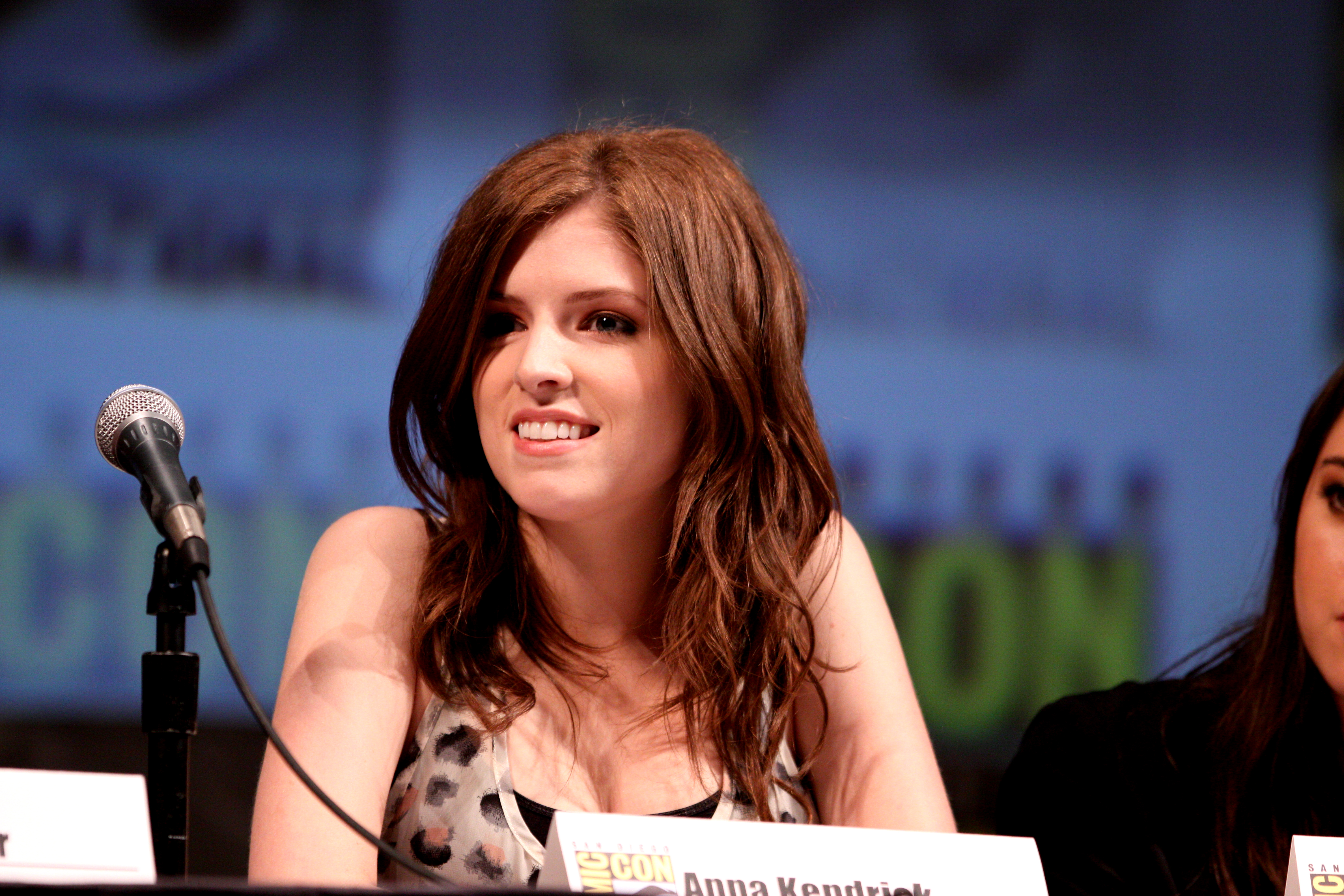
Kendrick tại San Diego Comic-Con International 2010

Năm 2011, cô đóng vai chính trong bộ phim hài kịch 50/50 và tiếp tục vai Jessica Stanley của cô trong The Twilight Saga: Breaking Dawn.
Năm 2012, cô đóng vai Rosie trong bộ phim What to Expect When You're Expecting, và lồng tiếng cho nhân vật Courtney trong bộ phim hoạt hình stop-motion ParaNorman. Cô cũng tham gia đóng vai chính trong phim Pitch Perfect vơi vai Beca, một sinh viên đại học đam mê âm nhạc phát hiện ra giọng hát của mình khi tham gia một nhóm Acappella nữ; Kendrick cũng tạo nên sự nổi bật với soundtrack của bộ phim. Trong năm 2012, Kendrick cũng tham gia diễn xuất trong phim End of Watch với vai Janet, và trong bộ phim The Company You Keep.
Năm 2013, cô đã ghi một bài hát hit với Cups (When I'm Gone) từ phim Pitch Perfect đứng thứ hai bảng xếp hạng Adult Pop Song của Billboard. Kendrick được làm dẫn chương trình SNL được phát vào ngày 5 tháng 4 năm 2014 với khách mời âm nhạc Pharrell Williams.
Trong năm 2014, Kendrick đóng vai chính trong bộ phim chuyển thể của vở nhạc kịch The Last Five Years, được trình chiếu tại Liên hoan phim Toronto vào tháng 9, và tham gia bộ phim Into the Woods của Stephen Sondheim. Bộ phim được đạo diễn bởi Rob Marshall, cô đảm nhận vai diễn Cinderella, Cô cũng tham gia trong các bộ phim Happy Christmas, Life After Beth, The Voices, và Cake trong khoảng thời gian này.
Trong năm 2015, cô là ngôi sao trong Pitch Perfect 2, phần tiếp theo của Pitch Perfect. Cô tiếp tục vai Beca Mitchell trong bộ phim, với khoảng thời gian ba năm sau từ phần 1, Beca tiếp tục làm thủ lĩnh của nhóm nhạc Acappella Bella cùng Chloe Beale (Brittany Snow). Cô cũng xuất hiện trong Digging for Fire.
Kendrick cũng đang tham gia các bộ phim hiện đang trong giai đoạn sản xuất hoặc đang chờ phát hành, bao gồm The Hollars, Get a Job, Mr.Right, The Accountant, Table 19,' Mike and Dave Need Wedding Dates. Kendrick cũng tiếp tục làm nhân vật chính trong Pitch Perfect 3 với Rebel Wilson, dự kiến sẽ được phát hành vào năm 2017.

## Cuộc sống cá nhân
Trong năm 2009, Kendrick đã bắt đầu một mối quan hệ với đạo diễn Edgar Wright sau khi họ gặp nhau trên phim trường của Scott Pilgrim vs. the World. Họ chia tay vào đầu năm 2013, sau đó Kendrick chuyển về sống ở Los Angeles, California.

## Danh mục nghệ thuật

### Phim điện ảnh
| Năm  | Phim                                      | Vai diễn         | Ghi chú                |
| ---- | ----------------------------------------- | ---------------- | ---------------------- |
| 2003 | Camp                                      | Fritzi Wagner    |                        |
| 2007 | Rocket Science                            | Ginny Ryerson    |                        |
| 2008 | Twilight                                  | Jessica Stanley  |                        |
| 2009 | Elsewhere                                 | Sarah            |                        |
| 2009 | The Marc Pease Experience                 | Meg Brickman     |                        |
| 2009 | The Twilight Saga: New Moon               | Jessica Stanley  |                        |
| 2009 | Up in the Air                             | Natalie Keener   |                        |
| 2010 | The Twilight Saga: Eclipse                | Jessica Stanley  |                        |
| 2010 | Scott Pilgrim vs. the World               | Stacey Pilgrim   |                        |
| 2011 | 50/50                                     | Katherine McKay  |                        |
| 2011 | The Twilight Saga: Breaking Dawn – Part 1 | Jessica Stanley  |                        |
| 2012 | What to Expect When You're Expecting      | Rosie Brennan    |                        |
| 2012 | ParaNorman                                | Courtney Babcock | Lồng tiếng             |
| 2012 | End of Watch                              | Janet            |                        |
| 2012 | Pitch Perfect                             | Beca Mitchell    |                        |
| 2012 | The Twilight Saga: Breaking Dawn – Part 2 | Jessica Stanley  | Hậu sản xuất           |
| 2012 | The Company You Keep                      | Diana            |                        |
| 2013 | Drinking Buddies                          | Jill             |                        |
| 2013 | Rapture-Palooza                           | Lindsey Lewis    |                        |
| 2014 | Happy Christmas                           | Jenny            |                        |
| 2014 | Life After Beth                           | Erica Wexler     |                        |
| 2014 | The Voices                                | Lisa             |                        |
| 2014 | The Last Five Years                       | Cathy Hiatt      |                        |
| 2014 | Cake                                      | Nina             |                        |
| 2014 | Into The Woods                            | Cinderella       |                        |
| 2015 | Digging for Fire                          | Alicia           |                        |
| 2015 | Pitch Perfect 2                           | Beca Mitchell    |                        |
| 2015 | The Hollars                               | Rebecca          | Trong giai đoạn hậu kỳ |
| 2015 | Get a Job                                 | Jillian Stewart  | Trong giai đoạn hậu kỳ |
| 2015 | Mr. Right                                 | Martha           | Trong giai đoạn hậu kỳ |
| 2016 | The Accountant                            | Dana             | Trong giai đoạn hậu kỳ |
| 2016 | Table 19                                  |                  | Trong giai đoạn hậu kỳ |
| 2016 | Mike and Dave Need Wedding Dates          | Alice            | Đang quay              |

### Chương trình truyền hình
| Năm  | Tên                 | Vai                | Ghi chú                                                        |
| ---- | ------------------- | ------------------ | -------------------------------------------------------------- |
| 2003 | The Mayor           | Sadie Winterhalter | loạt phim TV                                                   |
| 2007 | Viva Laughlin       | Holly              | Tập: "What a Whale Wants"                                      |
| 2009 | Fear Itself         | Shelby             | Tập: "The Spirit Box"                                          |
| 2012 | Family Guy          | Nora (lồng tiếng)  | Tập: "Internal Affairs"                                        |
| 2013 | Comedy Bang! Bang!  | Bản thân           | Tập: "Anna Kendrick Wears A Patterned Blouse & Burgundy Pants" |
| 2014 | Saturday Night Live | Bản thân           | Tập: "Anna Kendrick/Pharrell Williams"                         |

### Sân khấu
| Năm  | Tên                  | Vai               | Ghi chú |
| ---- | -------------------- | ----------------- | --- |
| 1998 | High Society         | Dinah Lord        | Nhà hát St. James (27.4.1998–30.8.1998) Giải Kịch nghệ thế giới cho nữ diễn viên trong một nhạc kịch Đề cử Giải Tony Award for Best Featured Actress in a Musical Đề cử—Drama Desk Award for Outstanding Featured Actress in a Musical |
| 2003 | A Little Night Music | Fredrika Armfeldt | Nhà hát New York City Opera |

### Âm nhạc
| Năm  | Tên                  | Sáng tác        |
| ---- | -------------------- | --------------- |
| 2010 | Pow Pow              | LCD Soundsystem |
| 2012 | Do it Anyway         | Ben Folds Five  |
| 2013 | Cups (When I'm Gone) | Tự sáng tác     |

## Các bài hát sáng giá

### Đĩa đơn
| Tên    | Năm  | Peak chart positions | Peak chart positions | Peak chart positions | Peak chart positions | Peak chart positions | Peak chart positions | Peak chart positions | Chứng chỉ                                         | Album                      |
| Tên    | Năm  | Mỹ                   | AUS                  | Úc                   | Canada               | Ireland              | New Zealand          | Anh                  | Chứng chỉ                                         | Album                      |
| ------ | ---- | -------------------- | -------------------- | -------------------- | -------------------- | -------------------- | -------------------- | -------------------- | ------------------------------------------------- | -------------------------- |
| "Cups" | 2013 | 6                    | 44                   | 75                   | 12                   | 26                   | 26                   | 71                   | - RIAA: 3× Platinum - ARIA: Platinum - RMNZ: Gold | Pitch Perfect (Soundtrack) |

### Năm phát hành Soundtrack
| Năm  | Tên | Album                                  |
| ---- | --- | -------------------------------------- |
| 1999 | "Throwing A Ball Tonight" với Lisa Banes, Melissa Errico và John McMartin | High Society (Original Cast Recording) |
| 1999 | "Little One" với Daniel McDonald | High Society (Original Cast Recording) |
| 1999 | "I Love Paris" với Melissa Errico | High Society (Original Cast Recording) |
| 1999 | "She's Got That Thing" với dàn diễn viên | High Society (Original Cast Recording) |
| 1999 | "Let's Misbehave" với dàn diễn viên | High Society (Original Cast Recording) |
| 2003 | "The Ladies Who Lunch" | Camp: Music from the Motion Picture    |
| 2009 | "Time After Time" | Up in the Air                          |
| 2013 | "Bellas Regionals: The Sign / Eternal Flame / Turn the Beat Around" với The Barden Bellas | Pitch Perfect (soundtrack)             |
| 2013 | "Party in the U.S.A." với The Barden Bellas | Pitch Perfect (soundtrack)             |
| 2013 | "Cups" | Pitch Perfect (soundtrack)             |
| 2013 | "Riff Off: Mickey / Like a Virgin / Hit Me with Your Best Shot, S&M / Let's Talk About Sex / I'll Make Love to You / Feels Like the First Time / No Diggity" với The Barden Bellas và The Treblemakers | Pitch Perfect (soundtrack)             |
| 2013 | "Pool Mashup: Just the Way You Are / Just a Dream" với The Barden Bellas | Pitch Perfect (soundtrack)             |
| 2013 | "Bellas Finals: Price Tag / Don't You (Forget About Me) / Give Me Everything" với The Barden Bellas | Pitch Perfect (soundtrack)             |
| 2014 | "On the Steps of the Palace" | Into the Woods (soundtrack)            |
| 2014 | "No One Is Alone" với James Corden | Into the Woods (soundtrack)            |
| 2014 | "A Very Nice Prince" với Emily Blunt | Into the Woods (soundtrack)            |
| 2014 | "Prologue: Into the Woods" với dàn diễn viên | Into the Woods (soundtrack)            |
| 2014 | "Your Fault" với dàn diễn viên | Into the Woods (soundtrack)            |
| 2015 | "Still Hurting" | The Last Five Years (soundtrack)       |
| 2015 | "See I'm Smiling" | The Last Five Years (soundtrack)       |
| 2015 | "A Part of That" | The Last Five Years (soundtrack)       |
| 2015 | "A Summer in Ohio" | The Last Five Years (soundtrack)       |
| 2015 | "The Next Ten Minutes" với Jeremy Jordan | The Last Five Years (soundtrack)       |
| 2015 | "A Miracle Would Happen / When You Come Home to Me" với Jeremy Jordan | The Last Five Years (soundtrack)       |
| 2015 | "Climbing Uphill" | The Last Five Years (soundtrack)       |
| 2015 | "I Can Do Better Than That" | The Last Five Years (soundtrack)       |
| 2015 | "Goodbye Until Tomorrow" với Jeremy Jordan | The Last Five Years (soundtrack)       |
| 2015 | "Kennedy Center Performance: We Got the World / Timber / America the Beautiful / Wrecking Ball" với The Barden Bellas | Pitch Perfect 2 (soundtrack)           |
| 2015 | Winter Wonderland / Here Comes Santa Claus với Snoop Dogg | Pitch Perfect 2 (soundtrack)           |
| 2015 | "Riff Off: Thong Song / (Shake, Shake, Shake) Shake Your Booty / Low / Bootylicious / Baby Got Back / Live Like You Were Dying / Before He Cheats / A Thousand Miles / We Are Never Ever Getting Back Together / What's Love Got to Do with It / This Is How We Do It / Doo Wop (That Thing) / Poison /Scenario / Insane in the Brain" với the Das Sound Machine, Tone Hanger, The Barden Bellas, Green Bay Packers và The Treblemakers | Pitch Perfect 2 (soundtrack)           |
| 2015 | "Convention Performance: Promises / Problem" với The Barden Bellas | Pitch Perfect 2 (soundtrack)           |
| 2015 | "Back to Basics: Boogie Woogie Bugle Boy / You Can't Hurry Love / Lady Marmalade / MMMBop / My Lovin' (You're Never Gonna Get It)" với The Barden Bellas | Pitch Perfect 2 (soundtrack)           |
| 2015 | "Cups (When I'm Gone)" với The Barden Bellas | Pitch Perfect 2 (soundtrack)           |
| 2015 | "World Championship Finale 2: Run the World (Girls) / Where Them Girls At / Lady Marmalade / We Belong / Timber / Flashlight" với The Barden Bellas | Pitch Perfect 2 (soundtrack)           |

## Các giải thưởng và đề cử
| Năm  | Giải thưởng                                   | Hạng mục | Công việc                                    | Kết quả        | Nguồn |
| ---- | --------------------------------------------- | --- | -------------------------------------------- | -------------- | ----- |
| 1998 | Theatre World Awards                          | Theatre World Awards | High Society                                 | Đạt giải       |       |
| 1998 | Giải Tony                                     | Nữ diễn viên phụ xuất sắc nhất thể loại nhạc kịch                                                                         | High Society                                 | Đề cử          |       |
| 1998 | Giải Drama Desk                               | Nữ diễn viên phụ xuất sắc nhất trong nhạc kịch                                                                            | High Society                                 | Đề cử          |       |
| 2004 | Giải thưởng Independent Spirit                | Best Debut Performance | Camp                                         | Đề cử          |       |
| 2008 | Giải thưởng Independent Spirit                | Nữ diễn viên phụ xuất sắc nhất                                                                                            | Rocket Science                               | Đề cử          |       |
| 2009 | Austin Film Critics Association               | Nữ diễn viên phụ xuất sắc nhất                                                                                            | Up in the Air                                | Đạt giải       |       |
| 2009 | Houston Film Critics Society                  | Nữ diễn viên phụ xuất sắc nhất                                                                                            | Up in the Air                                | Đạt giải       |       |
| 2009 | Hội đồng quốc gia về đánh giá                 | Nữ diễn viên phụ xuất sắc nhất                                                                                            | Up in the Air                                | Đạt giải       |       |
| 2009 | Hiệp hội các nhà phê bình phim Bắc Texas      | Nữ diễn viên phụ xuất sắc nhất                                                                                            | Up in the Air                                | Đạt giải       |       |
| 2009 | Hội phê bình phim Boston                      | Nữ diễn viên phụ xuất sắc nhất                                                                                            | Up in the Air                                | Vị trí thứ 2   |       |
| 2009 | Hiệp hội Các nhà phê bình phim Chicago        | Nữ diễn viên phụ xuất sắc nhất                                                                                            | Up in the Air                                | Đề cử          |       |
| 2009 | Dallas–Fort Worth Film Critics Association    | Nữ diễn viên phụ xuất sắc nhất                                                                                            | Up in the Air                                | Vị trí thứ 2   |       |
| 2009 | Denver Film Critics Society                   | Nữ diễn viên phụ xuất sắc nhất                                                                                            | Up in the Air                                | Đề cử          |       |
| 2009 | Denver Film Critics Society                   | Giải chọn lựa của các nhà phê bình phim cho toàn bộ vai diễn xuất sắc nhất                                                | Up in the Air                                | Đề cử          |       |
| 2009 | Detroit Film Critics Society                  | Nữ diễn viên phụ xuất sắc nhất                                                                                            | Up in the Air                                | Đề cử          |       |
| 2009 | Hiệp hội phê bình phim Los Angeles            | Nữ diễn viên phụ xuất sắc nhất                                                                                            | Up in the Air                                | Vị trí thứ 2   |       |
| 2009 | Hội phê bình phim New York                    | Nữ diễn viên phụ xuất sắc nhất                                                                                            | Up in the Air                                | Vị trí thứ 3   |       |
| 2009 | San Diego Film Critics Society                | Nữ diễn viên phụ xuất sắc nhất                                                                                            | Up in the Air                                | Vị trí thứ 2   |       |
| 2009 | Giải Vệ tinh                                  | Nữ diễn viên điện ảnh phụ xuất sắc nhất                                                                                   | Up in the Air                                | Đề cử          |       |
| 2009 | Southeastern Film Critics Association         | Nữ diễn viên phụ xuất sắc nhất                                                                                            | Up in the Air                                | Vị trí thứ 2   |       |
| 2009 | St. Louis Gateway Film Critics Association    | Nữ diễn viên phụ xuất sắc nhất                                                                                            | Up in the Air                                | Đề cử          |       |
| 2009 | Washington D.C. Area Film Critics Association | Nữ diễn viên phụ xuất sắc nhất                                                                                            | Up in the Air                                | Đề cử          |       |
| 2009 | Washington D.C. Area Film Critics Association | Diễn viên đột phá xuất sắc nhất                                                                                           | Up in the Air                                | Đề cử          |       |
| 2009 | Washington D.C. Area Film Critics Association | Best Ensemble Cast | Up in the Air                                | Đề cử          |       |
| 2010 | Giải Sự lựa chọn của Công chúng               | Favorite Breakout Movie Actress                                                                                           | Up in the Air                                | Đề cử          |       |
| 2010 | Giải Quả cầu vàng                             | Nữ diễn viên điện ảnh phụ xuất sắc nhất                                                                                   | Up in the Air                                | Đề cử          |       |
| 2010 | Critics' Choice Movie Awards                  | Nữ diễn viên phụ xuất sắc nhất                                                                                            | Up in the Air                                | Đề cử          |       |
| 2010 | Critics' Choice Movie Awards                  | Dàn diễn viên xuất sắc nhất                                                                                               | Up in the Air                                | Đề cử          |       |
| 2010 | Irish Film & Television Academy               | Nữ diễn viên quốc tế xuất sắc nhất                                                                                        | Up in the Air                                | Đề cử          |       |
| 2010 | Các nhà phê bình phim trực tuyến Society      | Nữ diễn viên phụ xuất sắc nhất                                                                                            | Up in the Air                                | Đề cử          |       |
| 2010 | Liên hoan phim quốc tế Palm Springs           | Ngôi sao mới nổi xuất sắc nhất                                                                                            | Up in the Air                                | Đạt giải       |       |
| 2010 | Empire Awards                                 | Diễn viên mới xuất sắc nhất                                                                                               | Up in the Air và The Twilight Saga: New Moon | Đề cử          |       |
| 2010 | Hiệp hội các nhà phê bình phim Quốc gia       | Nữ diễn viên phụ xuất sắc nhất                                                                                            | Up in the Air                                | Đề cử          |       |
| 2010 | Hiệp hội Các nhà phê bình phim Toronto        | Nữ diễn viên phụ xuất sắc nhất                                                                                            | Up in the Air                                | Đạt giải       |       |
| 2010 | Vancouver Film Critics Circle                 | Nữ diễn viên phụ xuất sắc nhất                                                                                            | Up in the Air                                | Đề cử          |       |
| 2010 | Giải của Hội Diễn viên Điện ảnh               | Nữ diễn viên phụ xuất sắc nhất                                                                                            | Up in the Air                                | Đề cử          |       |
| 2010 | British Academy Film Awards                   | Nữ diễn viên phụ xuất sắc nhất                                                                                            | Up in the Air                                | Đề cử          |       |
| 2010 | Giải Oscar                                    | Nữ diễn viên phụ xuất sắc nhất                                                                                            | Up in the Air                                | Đề cử          |       |
| 2010 | Giải Điện ảnh của MTV                         | Diễn viên đột phá xuất sắc nhất                                                                                           | Up in the Air                                | Đạt giải       |       |
| 2010 | Giải Sự lựa chọn của Giới trẻ                 | Choice Movie: Female Scene Stealer                                                                                        | The Twilight Saga: New Moon                  | Đạt giải       |       |
| 2010 | Giải Sự lựa chọn của Giới trẻ                 | Nghệ sĩ được hâm mộ cuồng nhiệt nhất (với dàn diễn viên)                                                                  | The Twilight Saga: New Moon                  | Đạt giải       |       |
| 2010 | Detroit Film Critics Society                  | Trang phục đẹp nhất | Scott Pilgrim vs. the World                  | Đề cử          |       |
| 2013 | Giải Điện ảnh của MTV                         | Khoảnh khắc âm nhạc tuyệt vời nhất (với Rebel Wilson, Anna Camp, Brittany Snow, Alexis Knapp, Ester Dean và Hana Mae Lee) | Pitch Perfect                                | Đạt giải       |       |
| 2013 | Giải Sự lựa chọn của Giới trẻ                 | Choice Movie Actress: Comedy                                                                                              | Pitch Perfect                                | Đề cử          |       |
| 2013 | Giải Sự lựa chọn của Giới trẻ                 | Giải Sự lựa chọn của Giới trẻ cho Điện ảnh: Cảnh khóa môi (với Skylar Astin)                                              | Pitch Perfect                                | Đề cử          |       |
| 2013 | Giải Sự lựa chọn của Giới trẻ                 | Choice Single: Female Artist                                                                                              | "Cups"                                       | Đề cử          |       |
| 2013 | Giải thưởng Âm nhạc Mỹ                        | Favorite Soundtrack | Pitch Perfect (Soundtrack)                   | Đạt giải       |       |
| 2014 | Detroit Film Critics Society                  | Trang phục đẹp nhất | Into the Woods                               | Đề cử          |       |
| 2015 | Critics' Choice Movie Awards                  | Best Acting Ensemble | Into the Woods                               | Đề cử          |       |
| 2015 | Giải Vệ Tinh                                  | Diễn viên xuất sắc nhất – Motion Picture                                                                                  | Into the Woods                               | Đạt giải       |       |
| 2015 | Giải thưởng Âm nhạc Billboard                 | Top Soundtrack | Into the Woods (soundtrack)                  | Đề cử          |       |
| 2015 | Giải Sự lựa chọn của Giới trẻ                 | Choice Movie Actress - Comedy                                                                                             | Pitch Perfect 2                              | Đang bình chọn |       |